# João Gomes
João Victor Gomes da Silva (sinh ngày 12 tháng 2 năm 2001) là một cầu thủ bóng đá người Brazil hiện đang thi đấu cho câu lạc bộ Wolverhampton Wanderers và đội tuyển bóng đá quốc gia Brasil.

## Sự nghiệp

### Flamengo
Sau khi xuất hiện trên băng ghế dự bị vào ngày 16 tháng 10 năm 2020, João Gomes có trận đấu ra mắt vào ngày 1 tháng 11 năm 2020, xuất phát cho Flamengo trong trận thua 1-4 tại Série A trên sân nhà trước São Paulo.

### Wolverhampton Wanderers
Ngày 30 tháng 1 năm 2023, João Gomes gia nhập Wolverhampton Wanderers ở Premier League với mức phí vào khoảng €18.7m, sau cuộc tranh giành quyết liệt giữa Wolves và Olympique Lyonnais.
1. ↑  "Flamengo 1 x 1 Bragantino - Campeonato Brasileiro rodada 16 - Tempo Real - Globo Esporte". Globo Esporte (bằng tiếng Bồ Đào Nha). Truy cập ngày 26 tháng 2 năm 2021.
2. ↑  "Flamengo 1 x 4 São Paulo: Tiago Volpi pega dois pênaltis, e SPFC bate Fla no Maracanã". Goal. Truy cập ngày 26 tháng 2 năm 2021.
3. ↑  "Flamengo vende João Gomes para o Wolverhampton". ge.globo (bằng tiếng Bồ Đào Nha). ngày 26 tháng 1 năm 2023. Truy cập ngày 27 tháng 1 năm 2023.
4. ↑  "Joao Gomes to Wolves transfer latest after Flamengo star makes stance clear". Birmingham Mail (bằng tiếng Anh). ngày 27 tháng 1 năm 2023. Truy cập ngày 27 tháng 1 năm 2023.